# Шинуазри

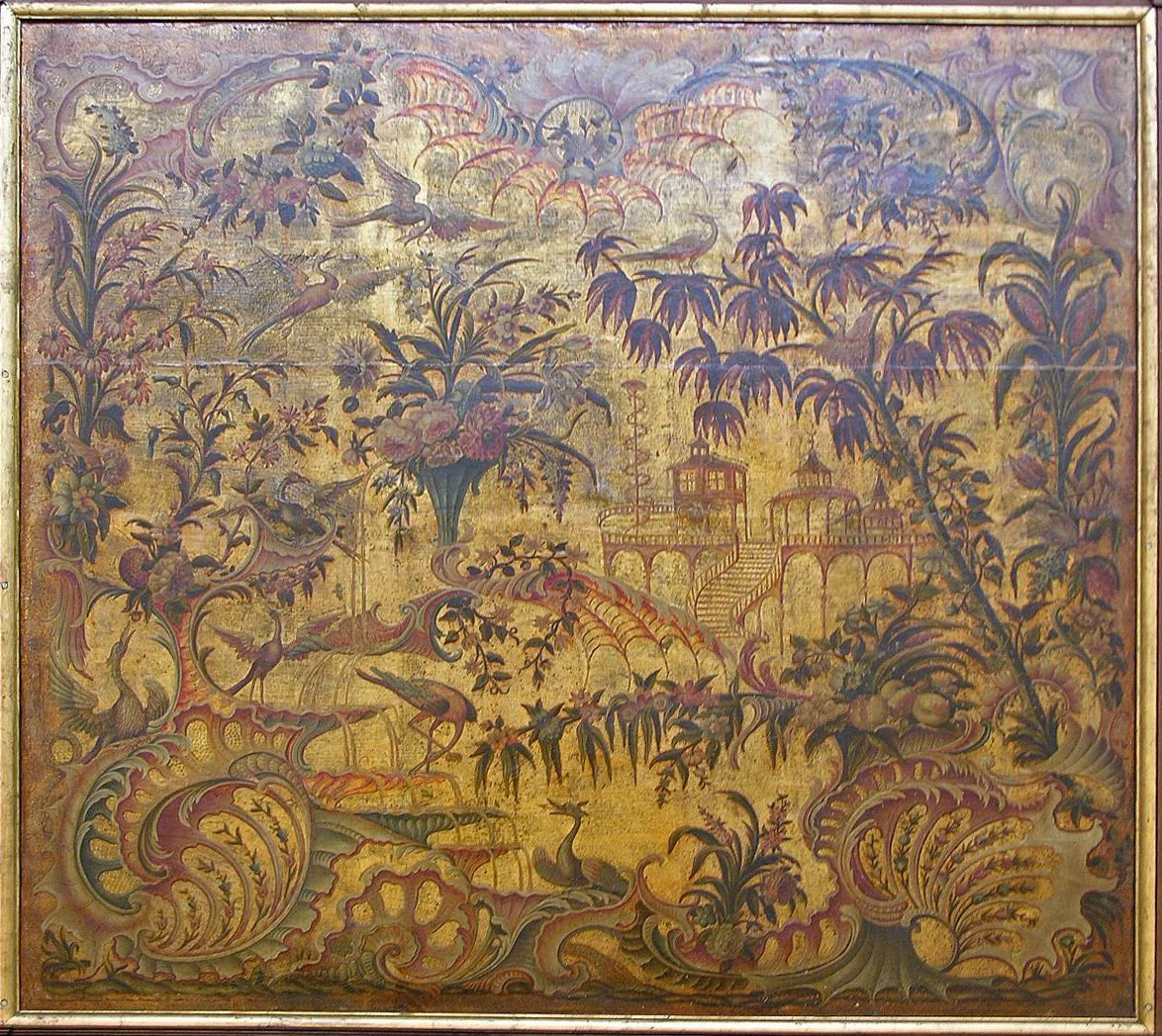
Лакове пано в стилі шинуазрі, 1765 рік. Мануфактура Cornelis 't Kindt in Abbaye Notre-Dame de Malonne, тепер Бельгія

 Шинуазери́, шинуазри́ або шинуазрі (фр. chinoiserie, від фр. chinois «китайський», тобто «китайщина») — стилевий напрям у мистецтві французького рококо, який увійшов у моду приблизно в 1720 році.
Поверхнево, несерйозно сприйняті форми середньовічного мистецтва Китаю використовувались в західноєвропейському малярстві, декоративно-ужитковому мистецтві, стінописах, декорі та формах порцеляни, костюмах, паркових павільйонах, в театрально-декораційному мистецтві XVIII століття.
Шинуазрі — не єдиний екзотичний стиль в мистецтві Європи, існували ще й туркоманія, японізм, арабо-індійський стиль, єгиптоманія, сарматизм (Польща) тощо. Але шинуазрі був найпоширенішим. Екзотичні форми шинуазрі мали довгий термін існування в Європі й дійшли до XX століття.

## Історія

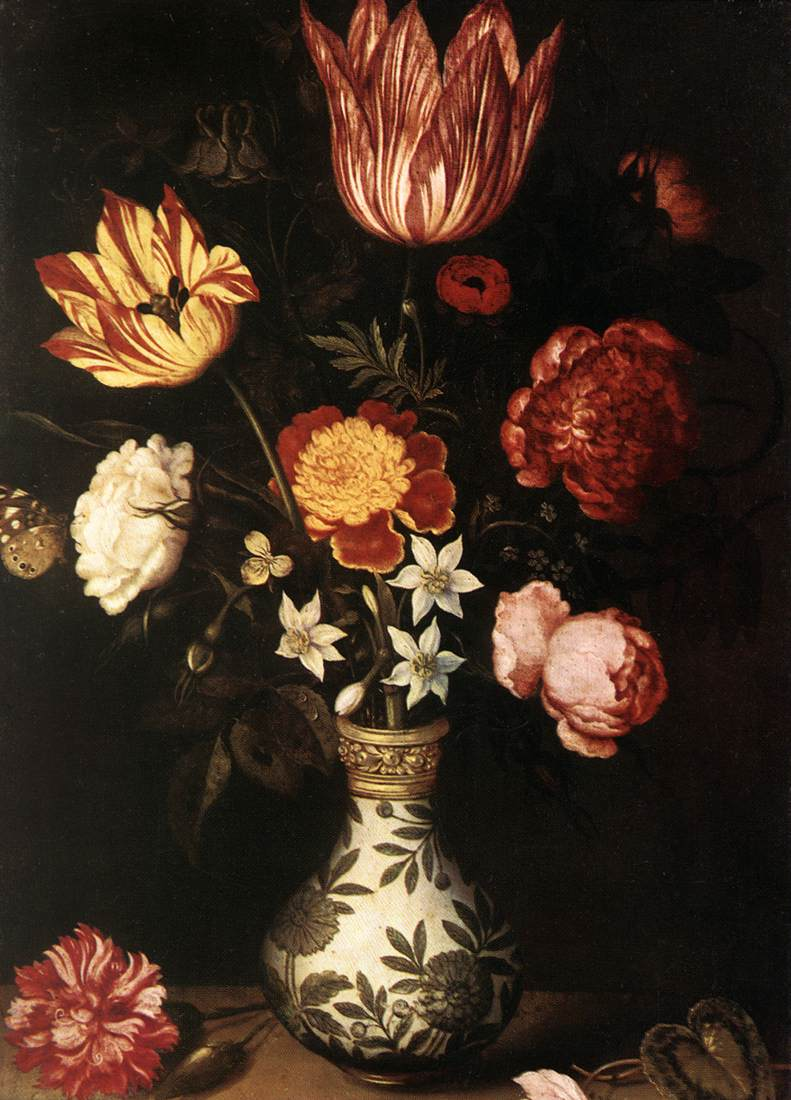
Худ. Амброзіус Босхарт Старший. «Квіти в порцеляні Китаю», натюрморт 1619 р., Амстердам.

Найбільша кількість витворів середньовічного мистецтва Китаю, що потрапляла в Західну Європу, припадала на китайську порцеляну. Деякий час монополістом із завезення та продажу китайської порцеляни була Ост-Індійська компанія.
Відомим керамічним центром Голландії XVII століття стало місто Делфт. Однак, керамісти Делфта робили марні спроби віднайти секрет виробництва китайської порцеляни, та виробляли лише його імітацію. Саме в Делфті та почали копіювати форми та декор китайських виробів, а делфтські імітації порцеляни зажили європейської слави. Так зародилась мода на шинуазрі. Китайська порцеляна з характерним декором присутня в багатьох натюрмортах художників Голландії 17 століття.
Свій внесок в моду на шинуазрі зробила і мода на чаювання, що виникла в цю добу.

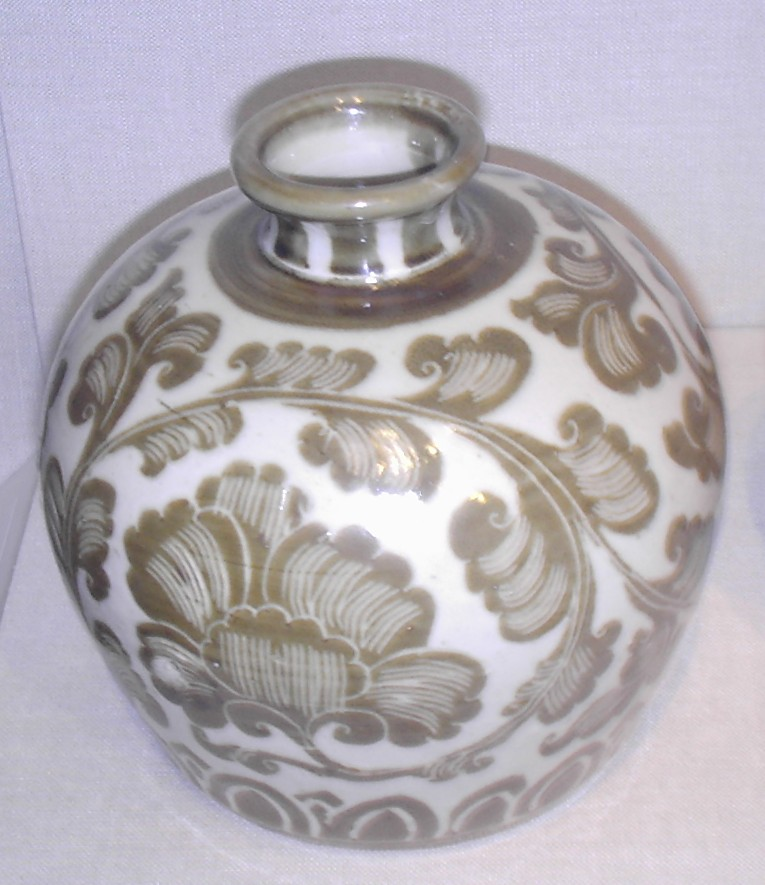
Порцеляна династії Сун, 11 століття
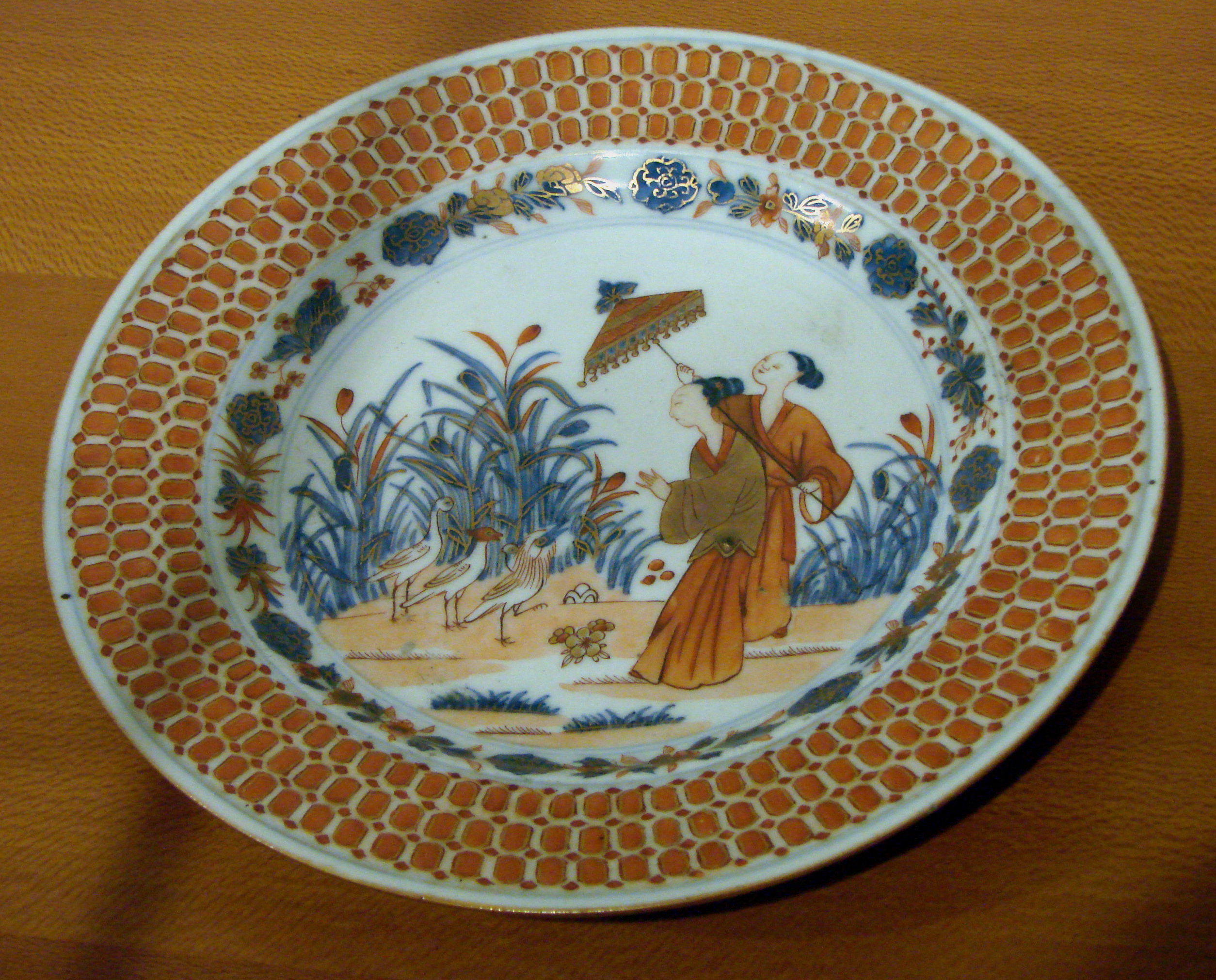
Порцеляна Китаю 1736 р. «Танцюристки в пейзажі»
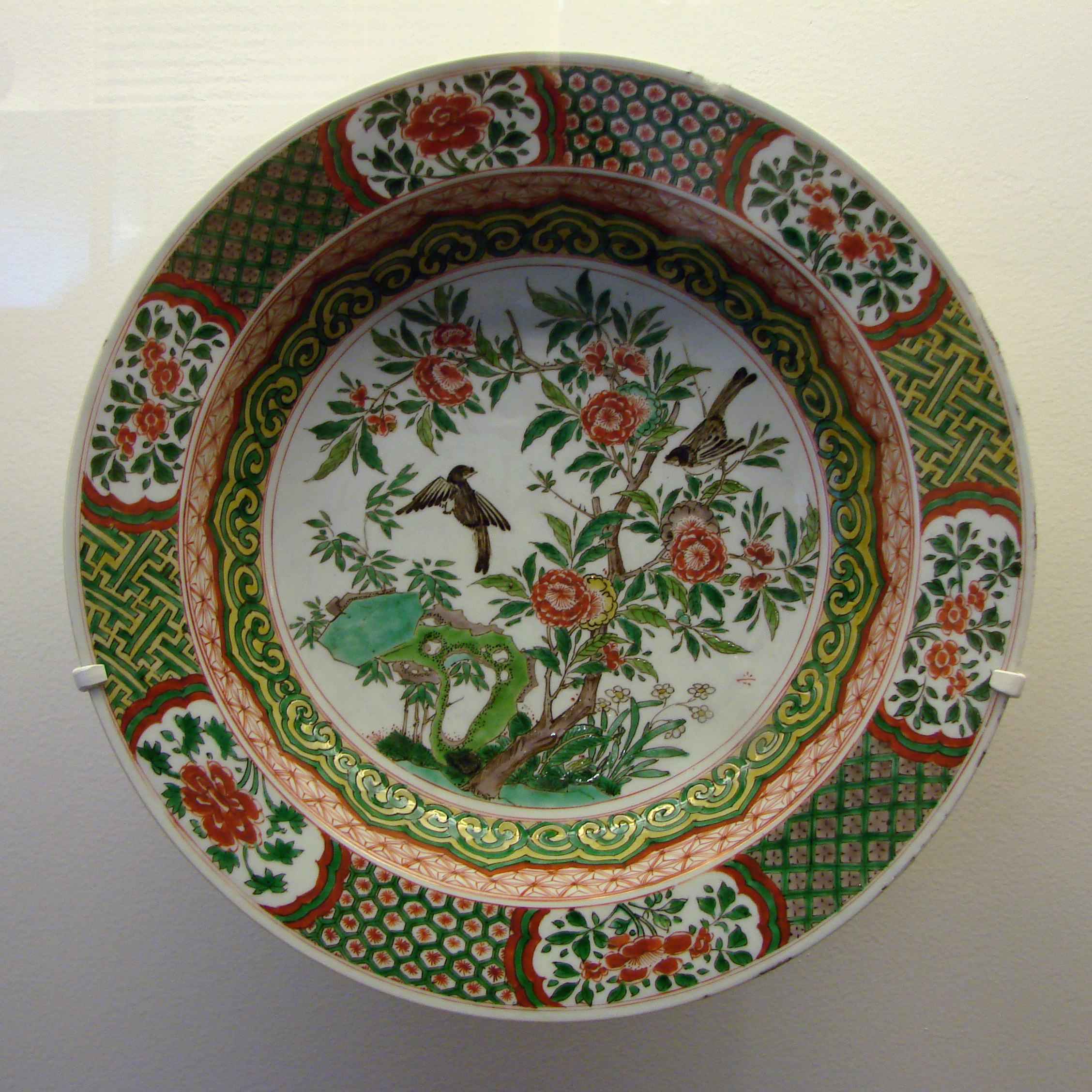
Порцеляна так званої «зеленої родини», період Канхі, 1662-1722, Музей Гіме, Париж.
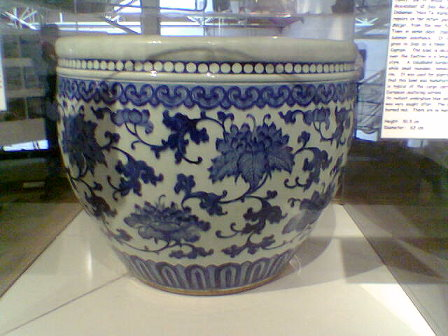
Порцеляна періоду Мін, розпис кобальтом

## Шинуазрі саксонської порцеляни
Від 1704 року німецький алхімік Йоганн Фрідріх Беттгер працював над секретом виготовлення фаянсів, подібним до дельфтських (з міста Делфт, Голландія), а також червоної кераміки Китаю і білої порцеляни. В таємній лабораторії фортеці-тюрми Юнгфернбастай в Дрездені і був віднайдений секрет виготовлення білої твердої порцеляни у 1709 році.
Ця перша в Західній Європі порцеляна зрівнялася за якістю з уславленою і надто коштовною порцеляною Китаю. Курфюрст Саксонії швидко підписав указ про створення порцелянової мануфактури в січні 1710 року. А влітку того ж (1710) року вона вже запрацювала в міцному замку в Мейсені. Нових форм чи декору спочатку не було. Копіювали форми та декор китайської порцеляни. Європейських багатіїв охопила мода на порцеляну і шинуазрі.

## Шинуазрі в архітектурі

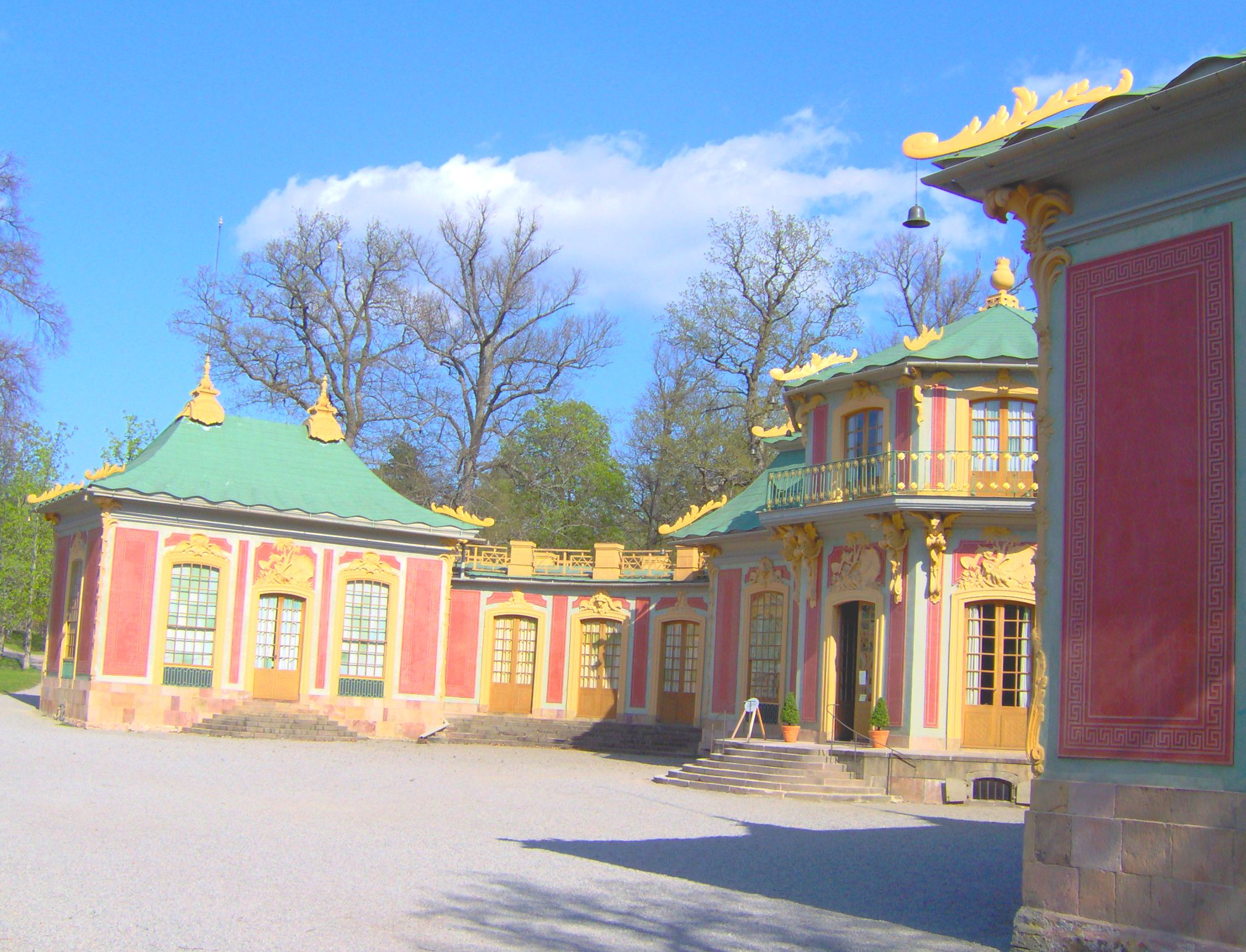
Дроттнінгхольм, Китайський будиночок-палац.

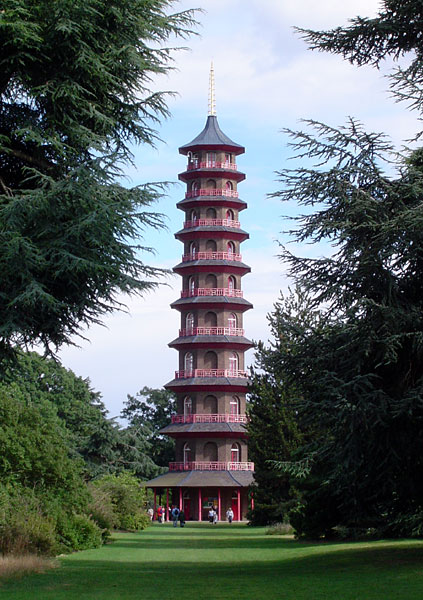
Арх. Вільям Чемберс, Велика пагода в Королівському ботанічному саду К'ю біля Лондона.

Створення нових павільйонів в садах пізнього бароко і рококо не оминуло захоплення шинуазрі. Виникають незвичні споруди — так звані «китайські будиночки» або «китайські павільйони», паркові вежі, що копіювали багатоярусні пагоди.
Комплекс споруд «Китайське село» виник в Швеції біля королівського палацу Дроттнінгхольм. Китайський будиночок в Дроттнінгхольмі за поземним планом побудовано на зразок Колежу чотирьох націй XVII століття в Парижі (арх. Луї Лево) — центральна частина, заокруглені галереї, бічні павільйони. Але всі розміри втратили велич, а декор — вільна фантазія на теми шинуазрі.
Стилістичні риси «китайщини» (шинуазрі) присутні в формах палацу саксонського курфюрста в містечку Пільніц. «Чайний будиночок» в стилі шинуазрі побудували в парку палацу Сан-Сусі, (Потсдам) для короля Пруссії.
Вільям Чемберс, архітектор з Великої Британії, побудував у 1762 році Велику пагоду 50 метрів заввишки в Королівських ботанічних садах в К'ю. Цегляна пагода має 10 ярусів і внутрішні сходи.
Подібну пагоду вибудували й в Англійському пейзажному парку міста Мюнхена, але на 5 ярусів нижче і більш розлогу, приземкувату.
Мода на шинуазрі досягла і Російської імперії. В пейзажній частині садиби Кусково була побудована «Китайська вежа-пагода» з невеликими дзвониками.
Споруди в стилі шинуазрі на території України:
- Парковий Китайський міст в садибі магнатів Браницьких «Олександрія» в місті Біла Церква на Київщині (Україна).
- Китайський палац Золочівського замку на Львівщині
- Найкращим інтер'єром в стилі шинуазрі на теренах України була Китайська зала Підгорецького замку, створена в першій половині XVIII століття за Жевуських (нині не снує, але частково може бути відновлена).

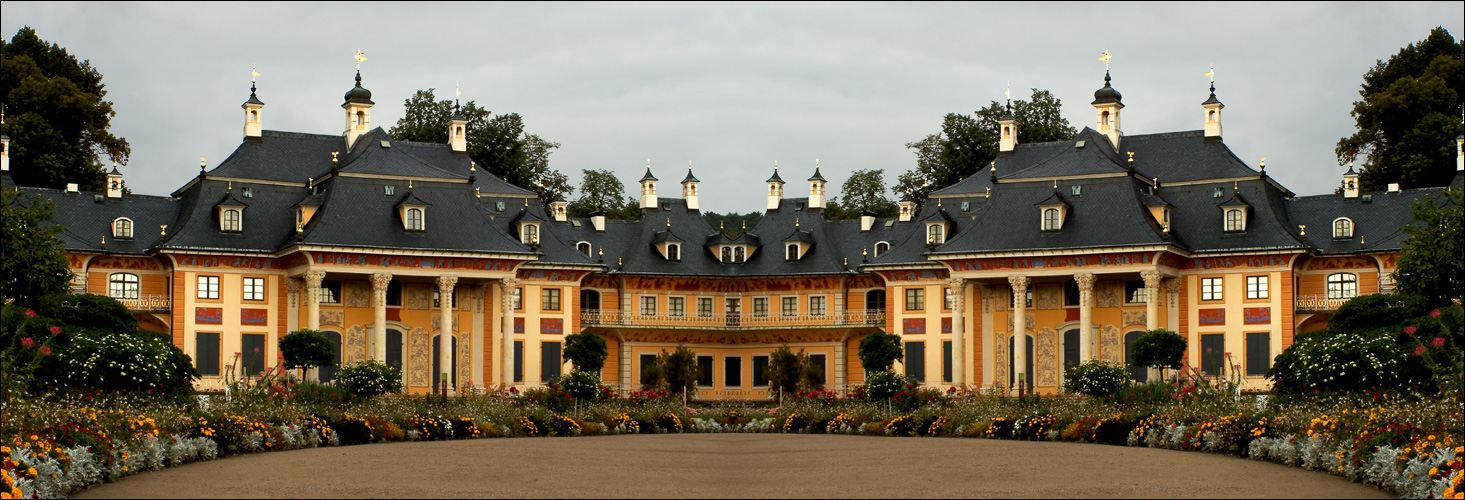
Палац Пільніц біля Дрездена
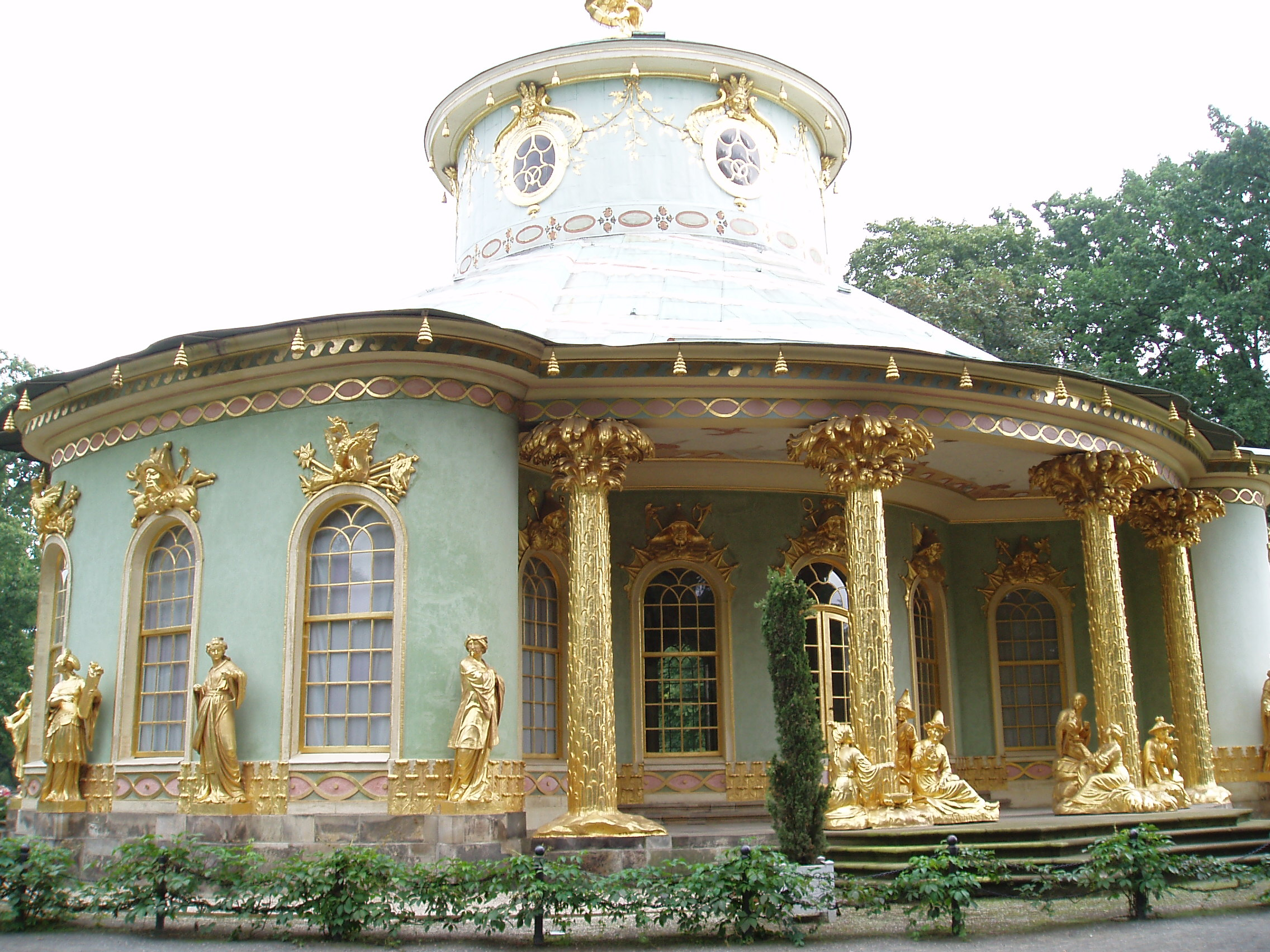
Китайський будиночок, Сан-Сусі. Потсдам, Німеччина
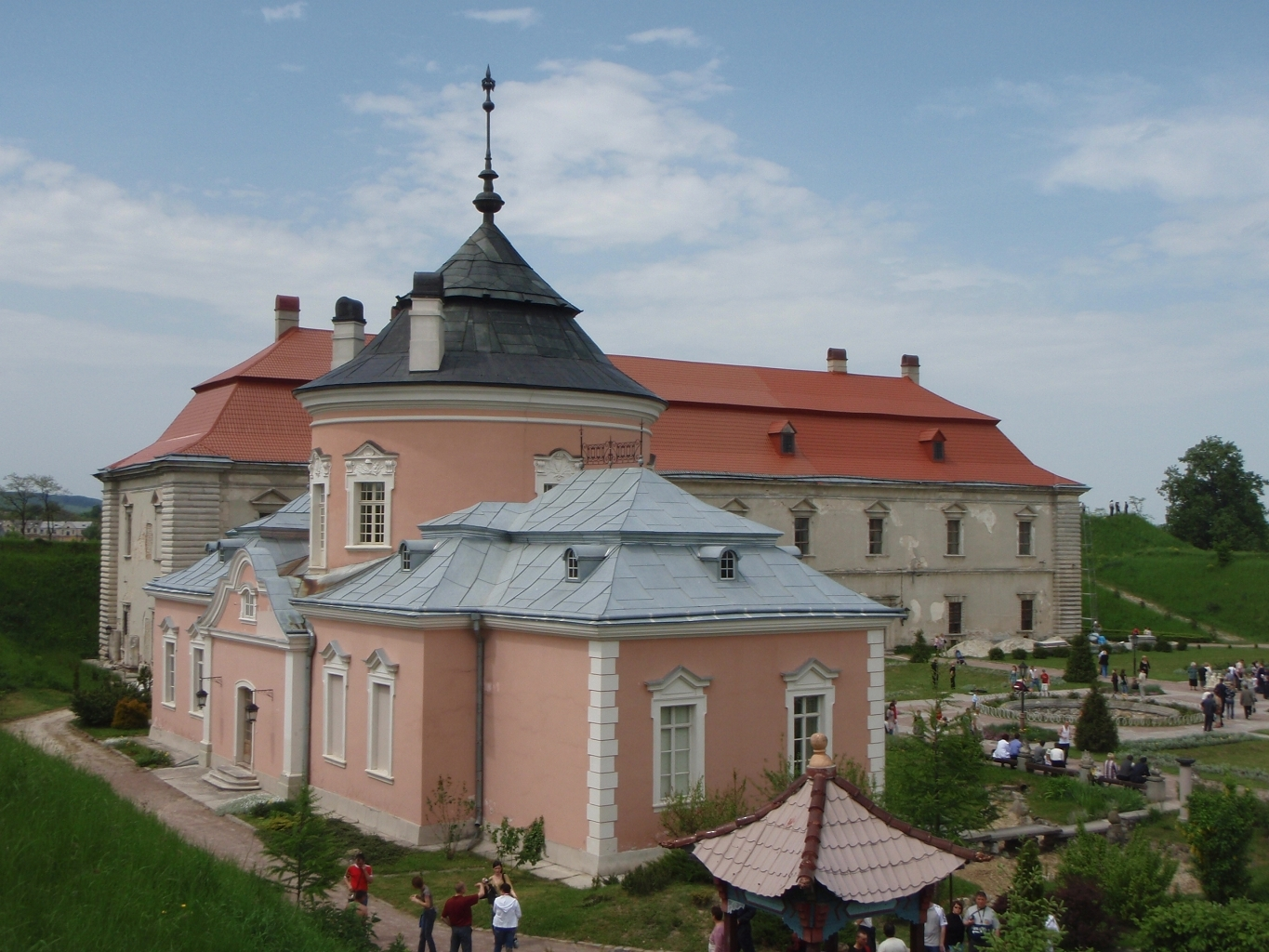
Китайський палац Золочівського замку
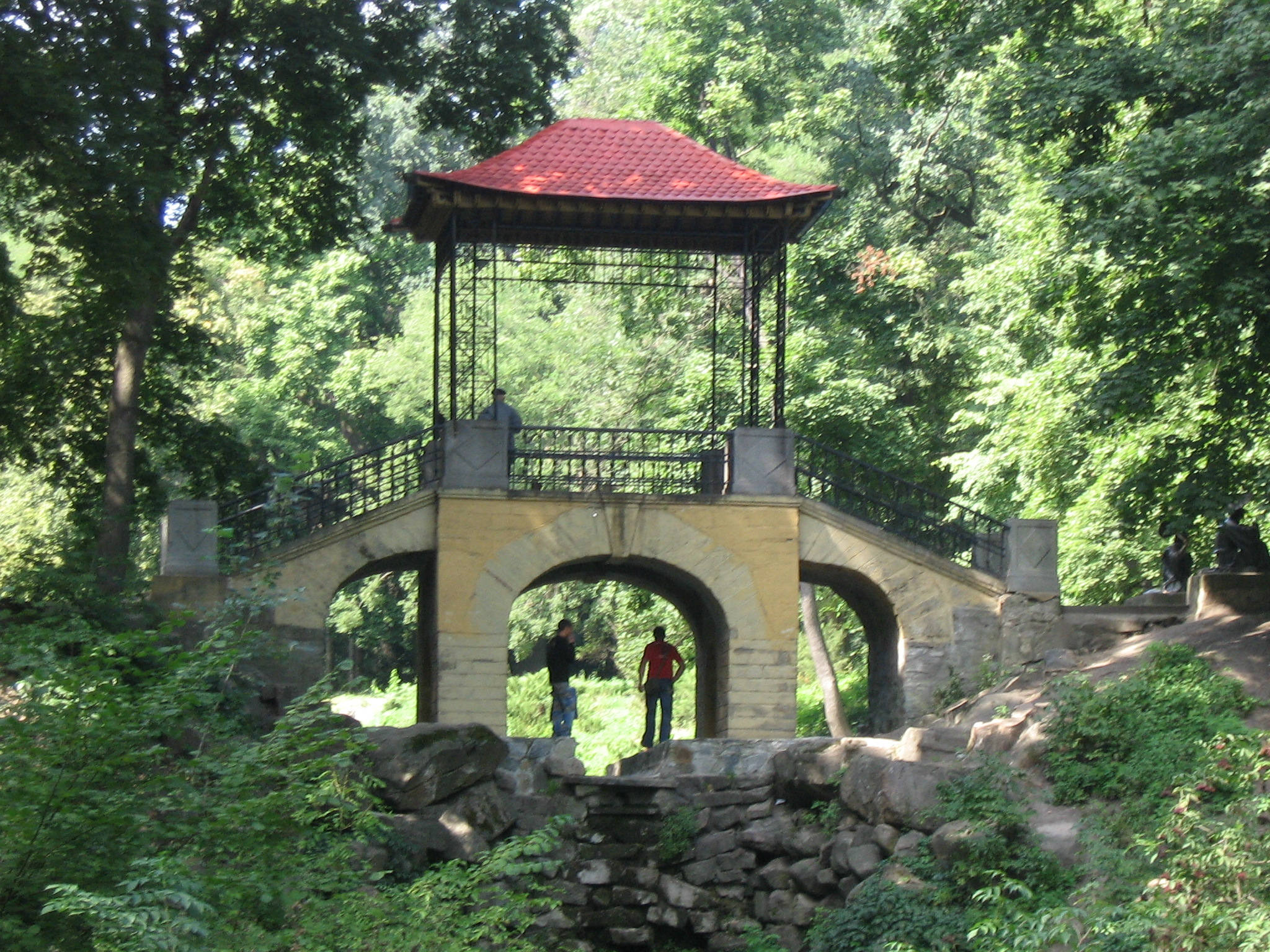
Китайський місток у парку садиби Браницьких «Олександрія» в Білій Церкві

## Шинуазрі в ужитковому мистецтві

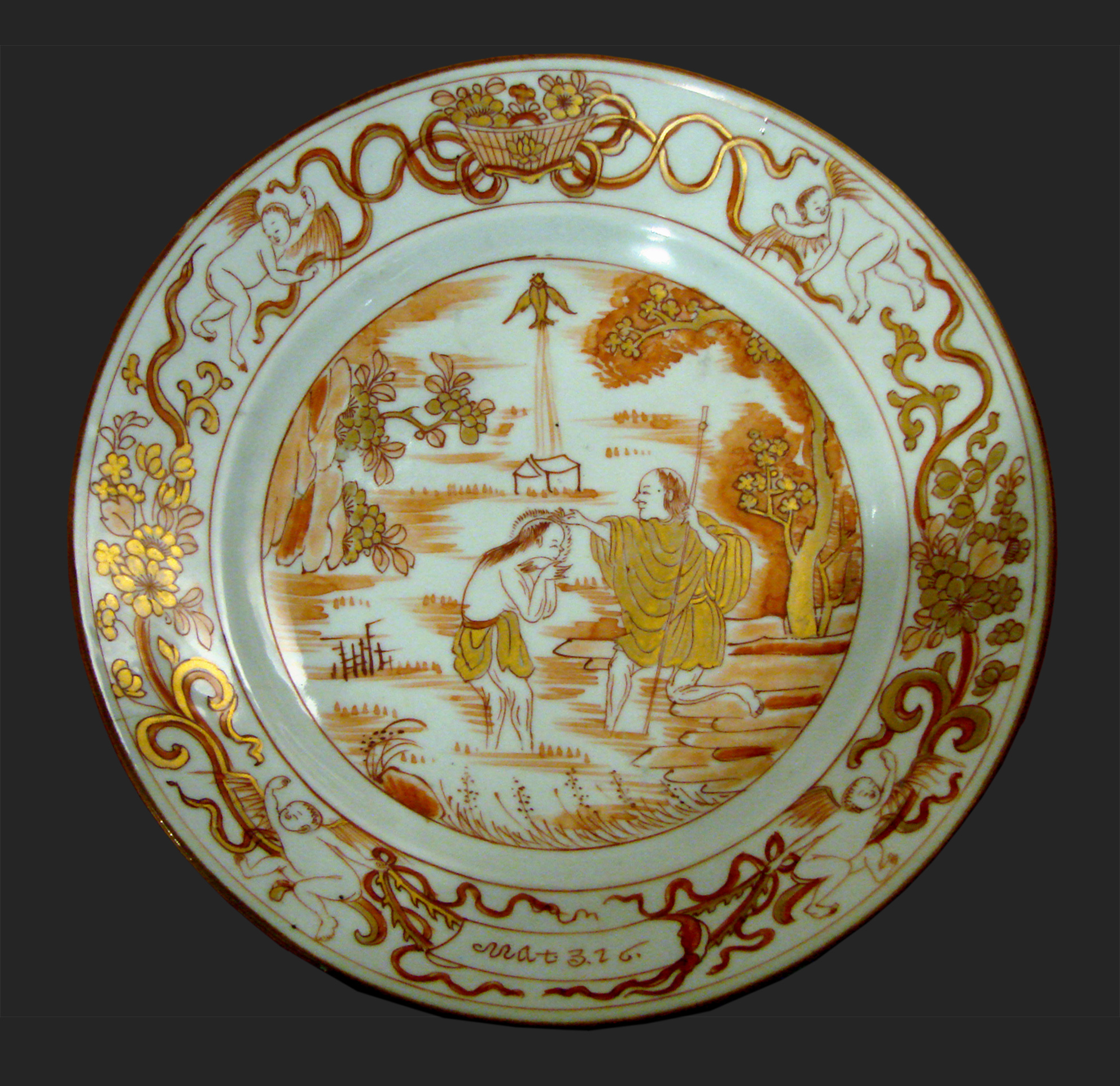
Китайська порцеляна зі сценою хрещення Христа. Музей Гіме, Париж. 1725 р.

Особливе поширення шинуазрі мало в створенні витворів декоративно-ужиткового мистецтва Франції. Тут вдало копіювали розписи оригінальних китайських ширм і без огляду фантазували на китайські теми при створенні гобеленів, паперових шпалер, розпису віял для дам, парасольок тощо. Картони для гобеленів в стилі шинуазрі робив художник Франсуа Буше.
Надзвичайна поверховість європейського шинуазрі виявилась в розробці нереальних сцен з життя китайських принцес, танцівниць, неіснуючих пейзан (селян), пастухів і пастушок.
З'являються і дешеві вироби китайських ремісників на неблизькі їм, чужорідні європейські сюжети й теми (китайський таріль зі сценою хрещення Христа в річці Йордан, Музей Гіме, Париж), шинуазрі, розраховане на невибагливого європейського споживача.

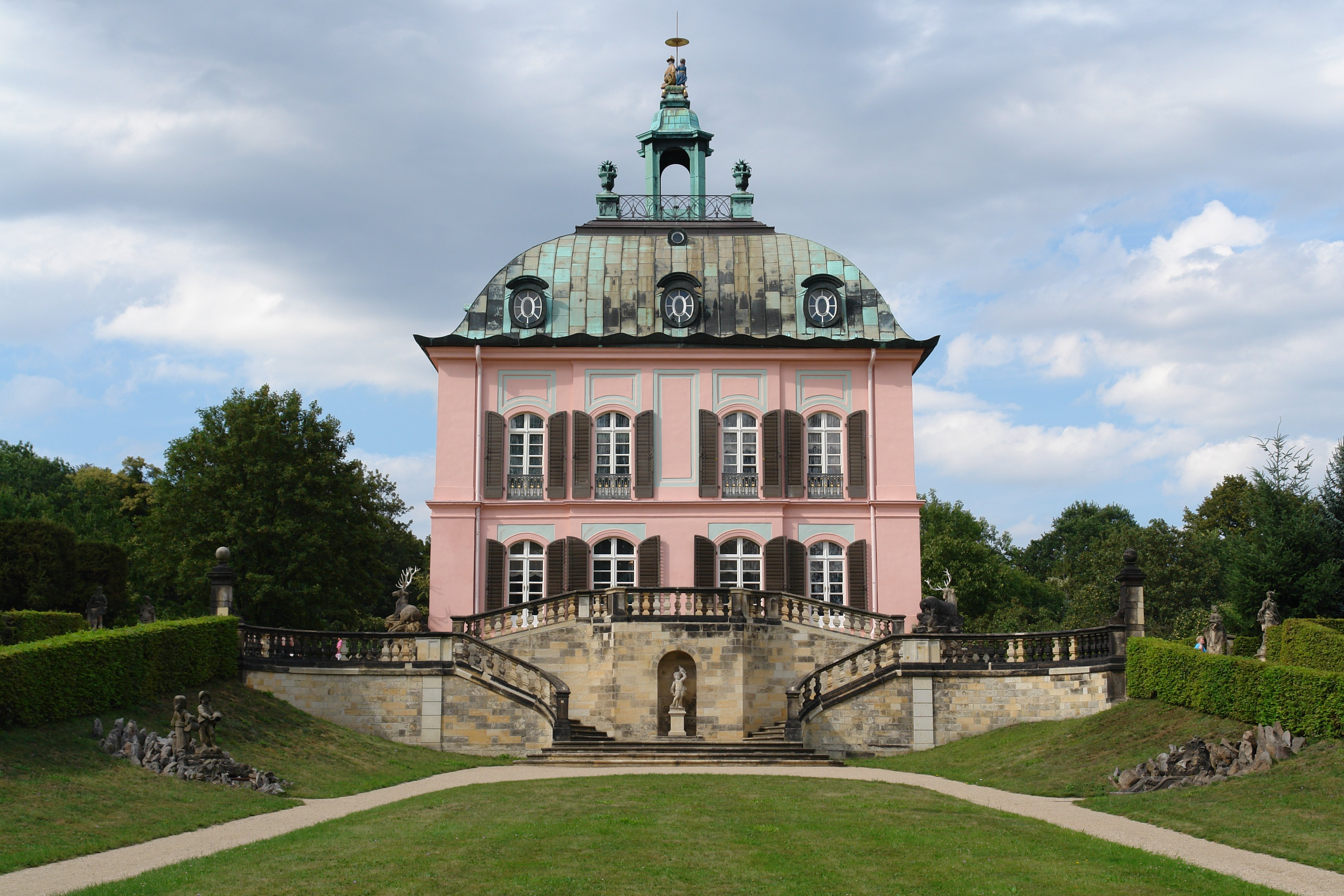
Фазановий замок-павільйон в парку замку Моріцбург (Саксонія).
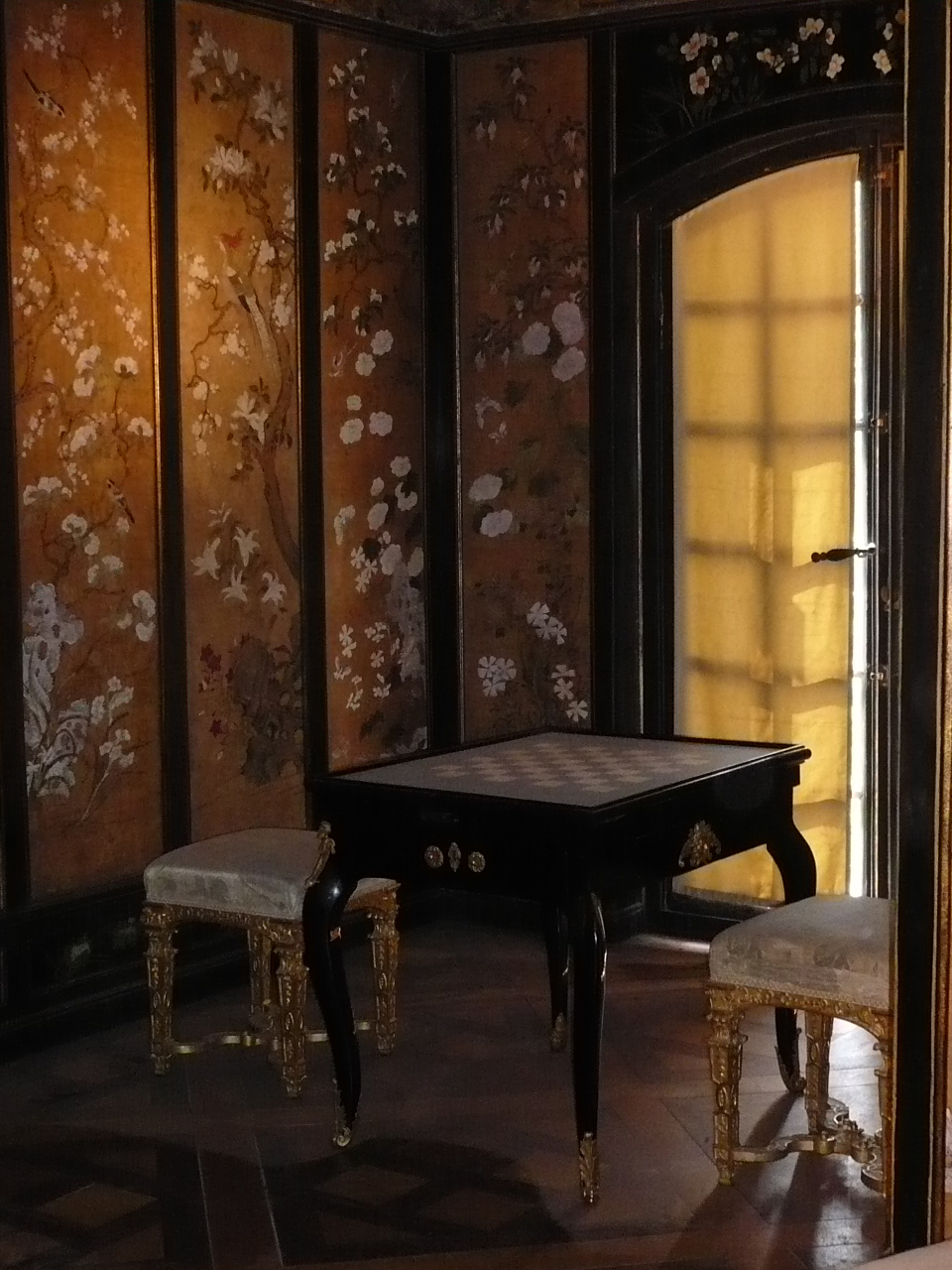
Павільйон Пагоденбург, інтер'єр в стилі шинуазрі. Німфенбург, Німеччина
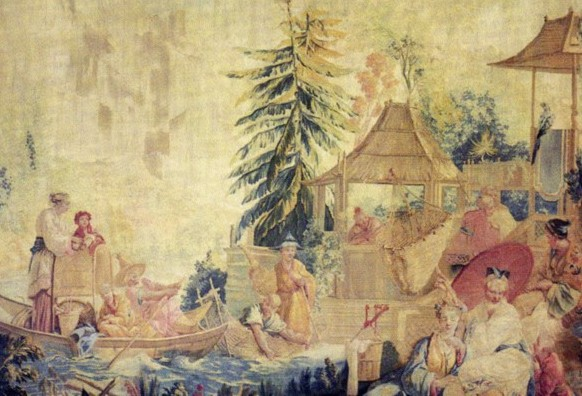
Гобелен в стилі шинуазрі за картоном Франсуа Буше. 1740-ві роки
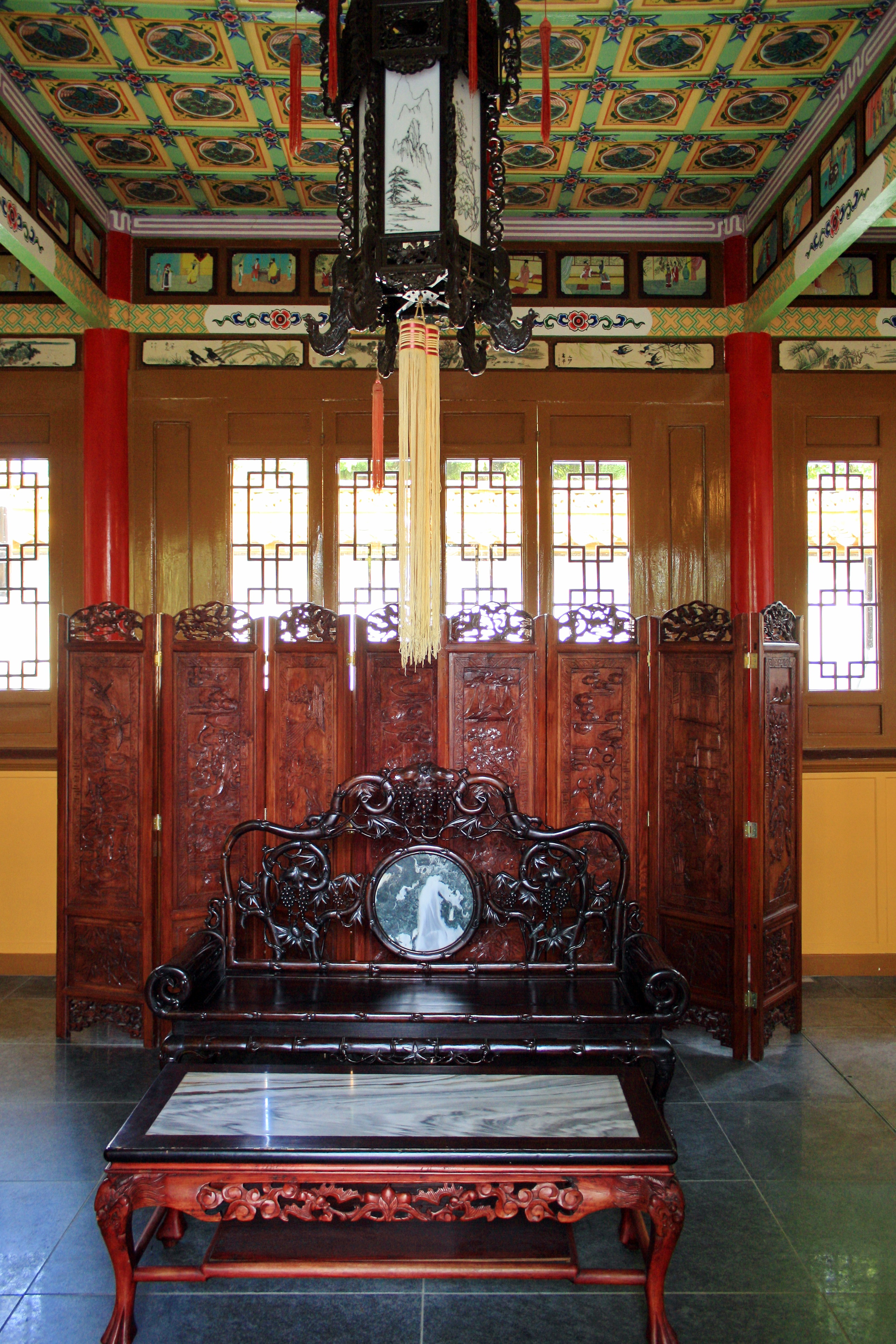
Цюрих. Китайський сад, Вассерпалац, інтер'єр в стилі шинуазрі

## Шинуазрі в театрі 18 століття

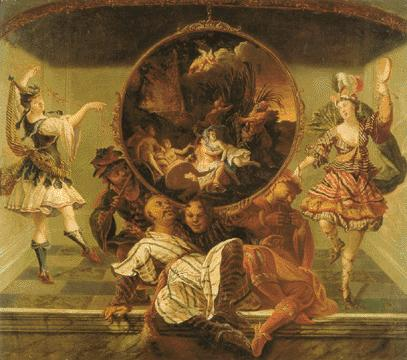
Худ. Жак Дюплессі.

Культура XVIII століття була просякнута театральністю. Запозичення нових виразних засобів йшло і через запозичення географічні. Так, в літературу і в театрально-декораційне мистецтво прийшли туркоманія, псевдоарабська тема («Викрадення з сералю» Моцарта, «Перські листи» Монтеск'є), шинуазрі («Турандот» Карло Гоцці, «Китайський сирота» Вольтера).
Фантазійні театральні декорації робили й на теми шинуазрі до вистав чи придворних балетів («Галантний Китай», «Мандарин», «Китайська пастушка» тощо).